# پادشاه ژوآنگ‌شیانگ چین
پادشاه ژوآنگ‌شیانگ از چین (۲۸۱-۲۴۷ پ. م) با نام های شخصی یی رن و زیچو، فرمانروای ایالت چین در قرن سوم پیش از میلاد در دوره ایالت‌های جنگ‌طلب در چین باستان بود.

## زندگی
ییرن پسر لرد آنگو و بانو شیا، صیغه لرد آنگو بود. لرد آنگو پسر دوم و وارث پادشاه ژائوشیانگ بود. ییرن به عنوان گروگان سیاسی به ایالت ژائو فرستاده شد. او در هاندان (پایتخت ژائو) با تاجری به نام لو بووی آشنا شد، لو بووی ییرن را خارق‌العاده و دارای پتانسیل زیادی برای تبدیل شدن به پادشاه آینده چین دید. لو بووی با ییرن به خوبی رفتار کرد و صیغه خود بانو ژائو را به ییرن اهدا کرد. بانو ژائو بعدها پسری به نام یینگ ژنگ به دنیا آورد.
لو بووی با رشوه و دسیسه به ییرن کمک کرد تا به چین بازگردد. او همچنین با موفقیت همسر اصلی لرد آنگو، بانو هوایانگ که بدون فرزند بود، را مجاب کرد تا ییرن را به عنوان پسر خود بپذیرد؛ بدین ترتیب ییرن به وارث قانونی لرد آنگو تبدیل شد. از آنجایی که بانو هوایانگ اهل ایالت چو بود، نام ییرن را به "زیچو" (به معنای "پسر چو") تغییر داد. پس از مرگ پادشاه ژائوشیانگ در سال ۲۵۱ پ. م، لرد آنگو بر تخت نشست و با عنوان "پادشاه شیائو ون" شناخته شد، ولی او سال بعد تنها سه روز پس از تاجگذاری خود درگذشت. زیچو جانشین پدرش به عنوان پادشاه چین شد و با عنوان "پادشاه ژوآنگ‌شیانگ" شناخته شد. او، لو بووی را به عنوان صدراعظم خود، بانو ژائو را به عنوان همسر ملکه خود و یینگ ژنگ را به عنوان ولیعهد خود اعلام کرد.
ژوانگ شیانگ پس از سه سال سلطنت در سال ۲۴۷ پ. م درگذشت و یینگ ژنگ جانشین او شد. یینگ ژنگ چین را متحد کرد و دودمان چین را در سال ۲۲۱ پ. م بنیان گذاشت و با عنوان "چین شی هوانگ" (نخستین امپراتور چین) شناخته شد.
او پس از مرگ توسط یینگ ژنگ به عنوان تایشنگ هوآنگدی (امپراطور سابق) معرفی شد.